# Sandra Sabattini
Sandra Sabattini (19. srpna 1961, Riccione – 2. května 1984, Bologna) byla italská římská katolička, členka komunity papeže Jana XXIII. Katolická církev ji uctívá jako blahoslavenou.

## Život
Narodila se dne 19. srpna 1961 v nemocnici v Riccione poblíž města Rimini jako první ze dvou dětí Giuseppe Sabattinimu a Agnese Bonini. Její bratr Raffaele se stal lékařem. V letech 1961–1965 žila s bratrem a rodiči na faře u svého strýce P. Giuseppe Boniniho, jež byl knězem (nejprve v Misano Adriatico a poté ve vesničce San Girolamo, jež patřila k městu Rimini)
Dne 3. května 1970 přijal a své první svaté přijímání. Dne 27. ledna 1972 si zavedla tajný deník, do něhož si zapisovala své duchovní myšlenky. Dne 16. dubna 1972 přijala svátost biřmování. Kolem roku 1973 se poprvé setkala s knězem Orestem Benzim, který založil komunity papeže Jana XXIII. K setkání došlo na jedné ze schůzí komunity, kterou organizoval její strýc ve své farnosti. Do komunity poté ve dvanácti letech vstoupila. V létě roku 1974 se zúčastnila letní akce pro mládež v Trentu, jež byla určena na podporu osob se zdravotním postižením. Roku 1980 složila v Rimini středoškolské zkoušky, načež začala studovat medicínu na Boloňské univerzitě v Boloni. Při zkouškách dosahovala dobrých výsledků.
Měla touhu pracovat jako lékařka pro chudé na misiích v Africe. O víkendech a prázdninách v letech 1982–1983 se věnovala pomoci drogově závislým v k tomu určených zařízeních. Každé ráno vstávala brzy, aby se modlila v kostele před Nejsvětější Svátostí. Během tohoto období také učila v hudebním sboru a hrála na klavír.
Začala chodit s o něco starším mužem jménem Guido, se kterým se seznámila na kulturní akci. Později se spolu zasnoubili a začali plánovat svatbu. Její snoubenec byl členem stejné společnosti jako ona a souhlasil s jejím úmyslem odjet na misie do Afriky.
Koncem dubna roku 1984 uspořádala komunita papeže Jana XXIII. setkání v obci Bellaria-Igea Marina poblíž města Rimini. Dne 29. dubna téhož roku v 9:30 tam spolu se svým snoubencem automobilem dorazila. Po výstupu s automobilu byla sražena jiným projíždějícím automobilem. Byla vážně zraněna a uvržena o kómatu, ze kterého se nikdy neprobudila
O týden později, dne 2. května 1984 na následky zranění v nemocnici Bellaria v Bologni zemřela. Pohřeb se konal 5. května téhož roku v kostele San Girolamo v Rimini. Byla pohřbena na hřbitově v Misano Adriatico, kde prožila část svého dětství.
Roku 2009 proběhla její exhumace, avšak nebyly nalezeny její ostatky, což bylo pravděpodobně způsobeno skutečností, že byla pohřbena bez rakve a její tělo se snáze rozložilo.

## Úcta
Její beatifikační proces započal dne 11. července 2006, čímž obdržela titul služebnice Boží. Dne 6. března 2018 ji papež František podepsáním dekretu o jejích hrdinských ctnostech prohlásil za ctihodnou. Dne 2. října 2019 byl uznán zázrak na její přímluvu, potřebný pro její blahořečení.
Blahořečena pak byla dne 24. října 2021 v katedrále sv. Kolumby v Rimini. Obřadu předsedal jménem papeže Františka kardinál Marcello Semeraro.
Její památka je připomínána 2. května. Je patronkou mládeže.